# Ayila Yussuf
Ayila Yussuf, właśc. Yussuf Ayila Atanda (ur. 4 listopada 1984 w Lagos) – nigeryjski piłkarz, grający na pozycji środkowego pomocnika lub obrońcy, reprezentant Nigerii.

## Kariera piłkarska

### Kariera klubowa
Piłkarską karierę Yussuf zaczynał w klubie Stationery Stores, jednak w jego barwach grał tylko w drużynach juniorskich. W dorosłym futbolu zadebiutował w kolejnym klubie, Union Bank FC, grającym w drugiej lidze. Debiut miał miejsce w 2002 roku a Yussuf liczył wówczas niespełna 18 lat. Rok 2003 Ayila także rozpoczął w barwach Union Bank FC, ale latem zmienił klub, gdyż został dostrzeżony przez skautów Dynama Kijów i po pomyślnie zaliczonych testach Nigeryjczyk podpisał 4-letni kontrakt z ukraińskim zespołem. W ukraińskiej lidze zadebiutował 30 września w wygranym 2:0 meczu z Zirką Kirowohrad. Był to jednak jego jedyny mecz w sezonie 2003/04, w którym to Dynamo zostało mistrzem kraju. W sezonie 2004/05 grał już jednak więcej i zazwyczaj udanie walczył o miejsce w podstawowej jedenastce. Z Dynamem grał w Lidze Mistrzów – bilans Yussufa to 5 meczów i 1 gol w meczu z Realem Madryt zremisowanym 2:2. Potem brał udział w Pucharze UEFA, ale Dynamo zostało wyeliminowane po dwumeczu z Villarrealem. W lidze wystąpił w 16 spotkaniach i zdobył 3 gole (pierwszego w lidze ukraińskiej strzelił 28 listopada 2004 w wygranym 3:0 meczu z Metalistem Charków). Yussuf brał udział także w wygranym 1:0 finale z Szachtarem Donieck. W sezonie 2005/06 był podstawowym zawodnikiem Dynama, ale na początku 2006 roku doznał kontuzji kostki, która wyeliminowała go z gry na dłuższy czas. Zagrał tylko w 14 ligowych meczach, w których strzelił 3 gole. Dynamo zakończyło sezon z równą liczbą punktów co Szachtar i o mistrzostwie decydował dodatkowy mecz, przegrany przez Dynamo 1:2. Ayila nie grał w tym meczu, do gry wrócił dopiero w lipcu i wystąpił w wygranym 2:0 meczu o Superpuchar Ukrainy. Od początku sezonu 2006/07 Yussuf jest graczem pierwszej jedenastki Dynama. W kwalifikacjach do Ligi Mistrzów zdobył jednego z goli w meczu z Fenerbahçe SK, a w fazie grupowej LM zagrał we wszystkich 6 meczach w pełnym wymiarze czasowym, jednak Dynamo spisało się słabo i zajęło ostatnie miejsce w grupie z 2 punktami. 30 stycznia 2013 został wypożyczony na pół roku do tureckiego Orduspor. 18 lutego 2014 został wypożyczony do końca roku do Metalista Charków. Podczas przerwy zimowej sezonu 2014/15 wrócił do Dynama, ale po zakończeniu sezonu opuścił klub z Kijowa.
| Sezon   | Klub             | Kraj    | Rozgrywki                           | Mecze | Bramki |
| ------- | ---------------- | ------- | ----------------------------------- | ----- | ------ |
| 2002    | Union Bank FC    | Nigeria | druga liga                          | ?     | ?      |
| 2003    | Union Bank FC    | Nigeria | druga liga                          | ?     | ?      |
| 2003/04 | Dynamo Kijów     | Ukraina | Ukraińska Wyszcza Liha              | 1     | 0      |
| 2004/05 | Dynamo Kijów     | Ukraina | Ukraińska Wyszcza Liha              | 16    | 3      |
| 2005/06 | Dynamo Kijów     | Ukraina | Ukraińska Wyszcza Liha              | 14    | 3      |
| 2006/07 | Dynamo Kijów     | Ukraina | Ukraińska Wyszcza Liha              | 21    | 2      |
| 2007/08 | Dynamo Kijów     | Ukraina | Ukraińska Wyszcza Liha              | 15    | 1      |
| 2008/09 | Dynamo Kijów     | Ukraina | Ukraińska Wyszcza Liha              | 11    | 0      |
| 2009/10 | Dynamo Kijów     | Ukraina | Ukraińska Wyszcza Liha              | 16    | 1      |
| 2010/11 | Dynamo Kijów     | Ukraina | Ukraińska Wyszcza Liha              | 12    | 0      |
| 2011/12 | Dynamo Kijów     | Ukraina | Ukraińska Wyszcza Liha              | 12    | 0      |
| 2012/13 | Dynamo Kijów     | Ukraina | Ukraińska Wyszcza Liha              | 2     | 0      |
| 2012/13 | Orduspor         | Turcja  | Süper Lig                           | 8     | 1      |
| 2013/14 | Metalist Charków | Ukraina | Ukraińska Wyszcza Liha              | 5     | 1      |
|         |                  |         | Łącznie w Ukraińskiej Wyższej Lidze | 67    | 9      |

### Kariera reprezentacyjna
W 2004 roku Ayila będąc graczem Dynama otrzymał propozycję przyjęcia ukraińskiego obywatelstwa. Odmówił jednak, a niedługo potem został powołany do młodzieżowej reprezentacji Nigerii.
W pierwszej reprezentacji Yussuf Ayila zadebiutował 26 marca 2005 roku w wygranym 2:0 meczu z Gabonem, rozegranym w ramach kwalifikacji do MŚ w Niemczech. W drugiej połowie zmienił wówczas Garbę Lawala. 8 października zdobył swojego pierwszego gola w kadrze, a Nigeria rozgromiła 5:1 Zimbabwe.
W 2006 roku Ayila został powołany do kadry na Puchar Narodów Afryki 2006. W fazie grupowej był podstawowym zawodnikiem Nigerii i jednym z lepszych w całym turnieju. W ćwierćfinałowym meczu z Tunezją w serii rzutów karnych nie wykorzystał swojej jedenastki, jednak Nigeria zdołała wygrać 6:5. Po meczu okazało się, że dostał dość ciężkiej kontuzji kostki i nie wystąpił ani w półfinale z Wybrzeżem Kości Słoniowej (0:1), ani w meczu o 3. miejsce z Senegalem (1:0).

## Sukcesy i odznaczenia

### Sukcesy klubowe
- mistrz Ukrainy: 2004, 2009
- zdobywca Pucharu Ukrainy: 2003, 2005, 2006, 2007
- zdobywca Superpucharu Ukrainy: 2004, 2006, 2007, 2009

### Sukcesy reprezentacyjne
- brązowy medalista Pucharu Narodów Afryki: 2006, 2010